# Adz'va
La Adz'va (in russo Адзьва?) è un fiume della Russia europea settentrionale (Circondario autonomo dei Nenec e Repubblica dei Komi), affluente di destra della Usa (bacino idrografico della Pečora).
Nasce dal lago Vanjukty nella sezione nord-orientale della vasta Bol'šezemel'skaja Tundra, scorrendo con direzione mediamente sud-ooccidentale su tutto il percorso, attraversando la zona di bassi rilievi collinari nota come alture di Černyšëv; nel basso corso la valle del fiume si allarga e diventa soggetta a frequenti impaludamenti. Sfocia dopo 334 chilometri di corso nella Usa dalla destra idrografica, a 161 km dalla foce. Ha una lunghezza di 334 km; l'area del suo bacino è di 10 600 km².  Nel suo corso, non incontra alcun centro abitato di qualche importanza. Alla foce, lungo la Usa, si trovano i villaggi di Adz'vavom e Adz'va.
307 affluenti sfociano nell'Adz'va, il più grande è il Chosedaju (da destra). Il bacino contiene 5 332 laghi con una superficie totale di 353 km².
La Adz'va, in dipendenza del clima subartico delle zone attraversate, è gelata in superficie da fine ottobre/novembre a fine maggio/inizio giugno.